# Cryodrakon
Cryodrakon (il cui nome significa "drago del freddo") è un genere estinto di pterosauro azhdarcho vissuto nel Cretaceo superiore, circa 76.5 milioni di anni fa (Campaniano), in quella che oggi è la Formazione Dinosaur Park, in Canada. Il genere contiene una singola specie, ossia C. boreas.

## Descrizione
I vari esemplari di Cryodrakon, mostrano una vasta gamma di dimensioni tra gli individui: l'esemplare TMP 1996.12.369, rappresentato dalla quinta vertebra cervicale, lunga solo 10,6 millimetri, proviene da un animale piuttosto giovane con un'apertura alare stimata di circa 2 metri. La maggior parte delle ossa, tra cui l'olotipo, hanno dimensioni simili a quelle di Quetzalcoatlus sp., indicando un'apertura alare di circa 5 metri. L'esemplare TMP 1980.16.1367, un'altra quinta vertebra cervicale, con una lunghezza originale stimata di 50 centimetri, indica un animale adulto di dimensioni uguali all'olotipo di Quetzalcoatlus northropi, la cui apertura alare è stata stimata a 10 metri. Nel 1982, questa vertebra fu erroneamente identificata come un femore di uno pterosauro con un'apertura alare di tredici metri.
Cryodrakon era proporzionalmente simile a Quetzalcoatlus e ad altri azhdarchidi dal collo lungo, sebbene le sue ossa fossero un po' più robuste, indicando che in vita l'animale era leggermente più pesante.
Cryodrakon si distingue da tutti gli altri azhdarchidi conosciuti per due caratteristiche delle vertebre cervicali: Le fosse pneumatiche laterali o pneumatopore, una coppia di piccole aperture che portavano a sacche d'aria su entrambi i lati del canale neurale, erano posizionate vicino al bordo inferiore del canale neurale, mentre quelle di altri azhdarchidi (con la presunta eccezione di Eurazhdarcho) erano posizionate più in alto. La seconda caratteristica distintiva riguardava le postexapofisi, le grandi manopole ossee adiacenti alla sporgente superficie di connessione posteriore di ciascuna vertebra, il cotile. Le postexapophyses di Cryodrakon erano prominenti in larghezza ma di breve lunghezza, chiaramente separate dal cotile, e le loro sfaccettature erano dirette verso il basso.

## Classificazione
Cryodrakon è stato collocato all'interno della famiglia Azhdarchidae, nel 2019. Non è stata fornita alcuna precisa analisi cladistica che chiarisca le relazioni precise con altri azhdarchidi, sebbene si fa nota che sia uno dei più antichi azhdarchidi conosciuti del Nord America.

## Storia della scoperta

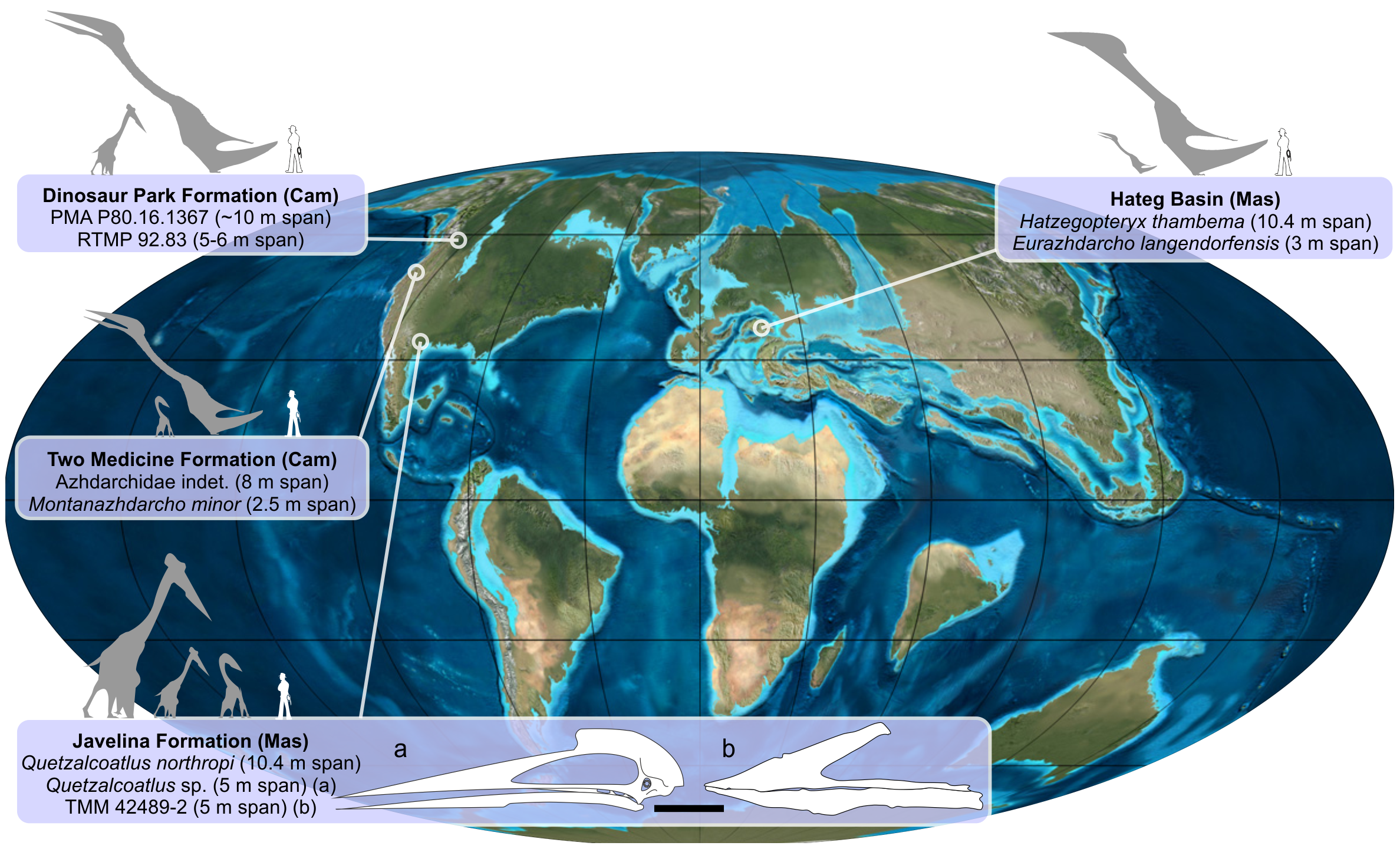
Distribuzione degli azhdarchidi giganti nel mondo. Cryodrakon in alto a sinistra.

Sin dal 1972, sono state ritrovate numerose grandi ossa di azhdarchide in Alberta, che rappresentavano i primi reperti di pterosauri dal Canada. Questi resti vennero talvolta riferiti a Quetzalcoatlus sp., tuttavia successive ricerche di Michael Habib indicarono che questi resti rappresentavano un taxon nuovo alla scienza.
Nel 2019, la specie tipo Cryodrakon boreas è stata nominata e descritta da David William Elliott Hone, Michael Habib e François Therrien. Il nome generico deriva dal greco κρύος/kryos ossia "freddo gelido", e δράκων/drakon ossia "drago". Il nome specifico, boreas è identico a Borea, il vento del nord. Habib aveva anche considerato il nome Viserion come nome specifico, come riferimento al drago di ghiaccio de Il Trono di Spade.
L'olotipo, TMP 1992.83, è stato ritrovato in uno strato della Formazione Dinosaur Park, risalente al tardo Campaniano. Lo strato ha un'età compresa tra 76,7 e 74,3 milioni di anni, con il sito di scavo situato vicino al limite inferiore o precedente di questo intervallo. L'olotipo consiste in uno scheletro parziale privo di cranio. Comprende la quarta vertebra cervicale, una costola, un omero, un osso pteroide, un quarto metacarpo, uno stinco e un metatarso. Lo scheletro fu estratto nel 1992 nella cava Q207, e nel 1995 riportato e parzialmente descritto. Le ossa dell'olotipo non erano articolate ma associate e rappresentavano un individuo immaturo. Questo esemplare rappresenta l'unico scheletro di pterosauro (ad eccezione di alcune ossa singole), mai ritrovato in Canada. Venne descritto in modo più dettagliato nel 2005.
Tutti i materiali fossili di azhdarchidi noti dalla Formazione Dinosaur Park sono stati riferiti a questa specie. I vari esemplari consistevano nelle vertebre cervicali TMP 1996.12.369, TMP 1981.16.107, TMP 1980.16.1367, TMP 1989.36.254 e TMP 1993.40.11; lo scapulocoracoide TMP 1981.16.182; l'ulna TMP 1965.14.398; il quarto metacarpo TMP 1979.14.24, TMP 1987.36.16 e TMP 2005.12.156; le falangi delle dita delle ali TMP 1972.1.1, TMP 1982.19.295 e TMP 1992.36.936; e il femore TMP 1988.36.92. Le ossa rappresentano individui di varie età biologiche, tra cui dei giovani e un grande esemplare adulto. La maggior parte delle ossa proviene da animali di media taglia. Nel 2019, solo le vertebre del collo sono state descritte in dettaglio; le ossa di altre parti del corpo erano già state trattate nel 2005.